# العلاقات الإثيوبية الميانمارية
العلاقات الإثيوبية الميانمارية هي العلاقات الثنائية التي تجمع بين إثيوبيا وميانمار.

## مقارنة بين البلدين
هذه مقارنة عامة ومرجعية للدولتين:
| وجه المقارنة                                              | إثيوبيا                        | ميانمار          |
| --------------------------------------------------------- | ------------------------------ | ---------------- |
| المساحة (كم2)                                             | 1.10 مليون                     | 676.58 ألف       |
| عدد السكان (نسمة)                                         | 104.96 مليون                   | 53.37 مليون      |
| الكثافة السكانية (ن./كم²)                                 | 95.42                          | 78.88            |
| العاصمة                                                   | أديس أبابا                     | نايبيداو، يانغون |
| اللغة الرسمية                                             | اللغة الأمهرية                 | اللغة البورمية   |
| العملة                                                    | بير إثيوبي                     | كيات ميانماري    |
| الناتج المحلي الإجمالي (بليون دولار)                      | 80.56 مليار                    | 69.32 مليار      |
| الناتج المحلي الإجمالي (تعادل القوة الشرائية) بليون دولار | 161.90 مليار                   | 282.95 مليار     |
| الناتج المحلي الإجمالي الاسمي للفرد دولار أمريكي          | 619                            | 1.16 ألف         |
| الناتج المحلي الإجمالي للفرد دولار أمريكي                 | 1.50 ألف                       |                  |
| مؤشر التنمية البشرية                                      | 0.442                          | 0.536            |
| رمز المكالمات الدولي                                      | +251                           | +95              |
| رمز الإنترنت                                              | .et                            | .mm              |
| المنطقة الزمنية                                           | ت ع م+03:00، توقيت شرق أفريقيا | ت ع م+06:30      |

## منظمات دولية مشتركة
يشترك البلدان في عضوية مجموعة من المنظمات الدولية، منها:
| علم المنظمة | اسم المنظمة                        | تاريخ انضمام إثيوبيا | تاريخ انضمام ميانمار |
| ----------- | ---------------------------------- | -------------------- | -------------------- |
|             | الاتحاد البريدي العالمي            | ?                    | ?                    |
|             | مؤسسة التنمية الدولية              | 11 أبريل 1961        | 5 نوفمبر 1962        |
|             | منظمة حظر الأسلحة الكيميائية       | ?                    | ?                    |
|             | الأمم المتحدة                      | 13 نوفمبر 1945       | 19 أبريل 1948        |
|             | وكالة ضمان الاستثمار متعدد الأطراف | 13 أغسطس 1991        | 16 ديسمبر 2013       |
|             | منظمة الشرطة الجنائية الدولية      | ?                    | ?                    |
|             | مؤسسة التمويل الدولية              | 20 يوليو 1956        | 3 ديسمبر 1956        |
|             | البنك الدولي للإنشاء والتعمير      | 27 ديسمبر 1945       | 3 يناير 1952         |
|             | الاتحاد الدولي للاتصالات           | 20 فبراير 1932       | 15 سبتمبر 1937       |
|             | يونسكو                             | 1 يوليو 1955         | 27 يونيو 1949        |

## وصلات خارجية
- موقع وزارة الخارجية الإثيوبية
- موقع وزارة الخارجية الميانمارية